# Flegias (cantante)
Flegias, pseudonimo di Alberto Gaggiotti (Vercelli, 5 ottobre 1969), è un batterista e cantautore italiano, noto più che altro per essere il cantante del gruppo thrash metal Necrodeath e batterista dei Cadaveria.

## Biografia
Durante la sua adolescenza era un devoto ammiratore dei Venom, degli Slayer e della scena hardcore punk.
Flegias esordì nel ruolo di batterista con gli Opera IX, uno dei più affermati gruppi black metal italiani e questa collaborazione durò dal 1992 al 2001. Nel 1998 entrò nei Necrodeath dopo la loro reunion, debuttando con l'album Mater of All Evil (1999), in veste di cantante. Attualmente ricopre ancora il ruolo di frontman della band, con la quale ha inciso finora sette dischi in studio.
Oltre ai Necrodeath, Flegias è batterista dei Cadaveria, gruppo fondato nel 2001 assieme a Cadaveria. Negli album del gruppo è accreditato con il nome di "Marçelo Santos".

## Discografia

### Opera IX
- 1993 - The Triumph of the Death (EP)
- 1995 - The Call of the Wood
- 1998 - Sacro Culto
- 2000 - The Black Opera - Simphoniae Misteriorum in Laude Tenebrarum

### Necrodeath
- 1999 - Mater of All Evil
- 2001 - Black as Pitch
- 2003 - Ton(e)s of Hate
- 2005 - 20 Years of Noise 1985 - 2005
- 2006 - 100% Hell
- 2007 - Draculea
- 2009 - Phylogenesis
- 2010 - Old Skull
- 2011 - The Age of Fear
- 2011 - Idiosyncrasy

### Cadaveria
- 2002 - The Shadows' Madame
- 2004 - Far Away from Conformity
- 2007 - In Your Blood
- 2012 - Horror Metal
- 2014 - Silence